# Газіпаша (аеропорт)
Аеропорт Ґазіпаша-Аланія (тур. Gazipaşa-Alanya Havalimanı (IATA: GZP, ICAO: LTFG)) — аеропорт, що обслуговує міста Газіпаша та інші в провінції Анталія. Аеропорт відкрито для внутрішнього сполучення у липні 2010 р. денним рейсом зі/до Стамбулу з авіакомпанією Borajet. Міжнародні рейси розпочато влітку 2011 р. рейсами з Амстердама. Аеропорт знаходиться за 30 хв від м. Аланія, що є суттєво ближчим ніж дві години та 120 км від Анталії.

## Спорудження

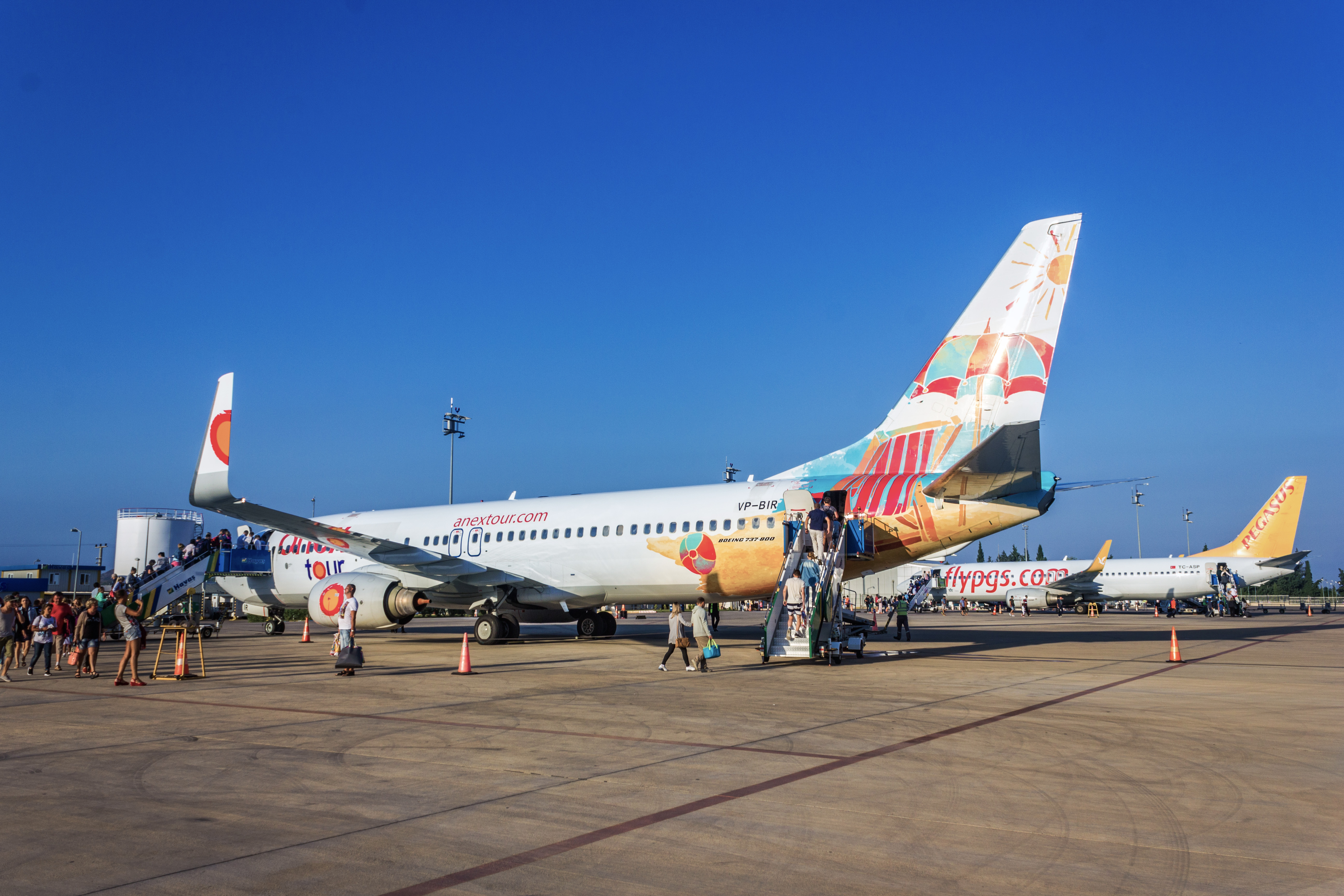
Azur Air Boeing 737-800 в аеропорту Ґазіпаша

Будівництво завершено в 1999 р., однак в експлуатацію не введено. Після тривалих процедур у 2007 р. рішення було прийнято, та управління було передано холдингу Tepe Akfen Ventures (TAV), з оплатою $50 000 на рік та долею у 65% на прибуток з правом експлуатації на 25 років. Потому TAV оновила та розширила аеропорт, включно з подовженням ЗПС до 2 350 м.

## Опис
Річний пасажиропотік становить 1,5 млн. осіб. Площа терміналу 6 700 м², парковка на 105 авто.

## Авіалінії та напрямки, лютий 2021
| Авіакомпанія          | Пункт призначення |
| --------------------- | --- |
| AnadoluJet            | Анкара |
| Animawings            | Сезонний: Бухарест (з 7 червня 2021), Клуж (з 6 червня 2021)                                                            |
| Buta Airways          | Сезонний: Баку |
| Corendon Airlines     | Сезонний: Кельн/Бонн, Дюссельдорф, Франкфурт, Ганновер, Катовиці, Нюрнберг, Штутгарт Сезонний чартер: Ольборг, Бухарест |
| Finnair               | Гельсінкі |
| GetJet Airlines       | Сезонний чартер: Вільнюс                                                                                                |
| Onur Air              | Катовиці, Варшава-Шопен                                                                                                 |
| Pegasus Airlines      | Стамбул-Сабіха Гекчен Сезонний: Москва-Домодєдово                                                                       |
| Pobeda                | Сезонний: Москва-Внуково                                                                                                |
| Royal Flight          | Сезонний чартер: Калуга, Казань, Москва–Шереметьєво, Нижній Новгород, Перм, Ст Петербург, Самара, Уфа, Єкатеринбург     |
| Scandinavian Airlines | Копенгаген, Осло-Гардермуен Сезонний: Берген, Біллунн, Гетеборг, Ставангер, Стокгольм-Арланда                           |
| SunExpress            | Сезонний: Кельн/Бонн |
| Turkish Airlines      | Стамбул |

## Статистика з пасажирообігу
Див. джерело запитів Вікіданих та джерела.